# Thomas Nashe

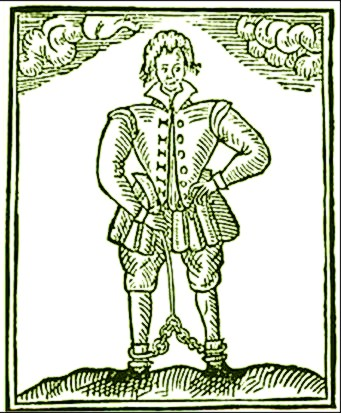
Richard Lichfield’s grober Holzschnitt (1597) von Thomas Nashe aus der feindseligen Schrift The Trimming of Thomas Nash Gentleman, gedacht als boshafte Karikatur, um Thomas Nash als „Knastbruder“ in Misskredit zu bringen

Thomas Nashe, auch Thomas Nash (* 1567 in Lowestoft; † vermutlich 1601 in Great Yarmouth, Norfolk?) war ein englischer Dichter, Dramatiker und Satiriker des elisabethanischen Zeitalters.

## Leben und Werk
Über sein Leben gibt es wenig eindeutig gesicherte Daten. Er wurde in Lowestoft, Suffolk getauft. Er war der dritte Sohn des Pfarrers und Seelsorgers William Nashe und seiner Frau Margaret (geborene Witchingham). Seine Familie zog 1573 nach West Harling, bei Thetford. Etwa ab 1581 studierte er am St. John’s College in Cambridge. Nach dem Abschluss 1586 wurde er einer der University Wits, ein Zirkel von Dichtern bzw. Bühnenautoren (Christopher Marlowe, Robert Greene, George Peele, John Lyly und Thomas Lodge), die sich in London zusammenfanden und für das Theater und die Öffentlichkeit schrieben. Seit ca. 1588 (?) lebte er in London. Aus dem Jahre 1589 ist sein zwölfseitiges Vorwort zu Robert Greenes Menaphon erhalten geblieben, das eine kurze Definition von Kunst und eine Übersicht über zeitgenössische Literatur gab. Es attackierte die Dichter, die Plagiate von klassischen Autoren entnahmen, und hob Dichter wie Robert Greene und Edmund Spenser lobend hervor. Im September 1588 wurde seine Anatomy of Absurdity zum Druck eingereicht, eine Satire über zeitgenössische Sitten und Literatur, die Anfang 1590 in Druck ging.
Sein ihm verbleibendes Jahrzehnt in London war gekennzeichnet durch seine Teilnahme und Verwicklung in verschiedenen Kontroversen. 1589 und 1590 wurde er in die „Martin-Marprelate-Kontroverse“ hineingezogen. Auslöser der Kontroverse waren zwischen 1588 und 1589 erschienene puritanische satirische Druckschriften wie Hay any worke for Cooper, Theses Martinianae, The just censure and reproofe of Martin junior, The protestatyon of Martin Marprelat und More worke for Cooper, die unter dem Pseudonym Martin Marprelate heimlich gedruckt worden waren und die Kirche von England und ihre Bischöfe wie John Whitgift, ab 1583 Erzbischof von Canterbury, scharf angriffen. Die englische Kirche, sehr wahrscheinlich auf Anregung des späteren Bischofs von London Richard Bancroft, beauftragte heimlich zeitgenössische Schriftsteller, unter anderen John Lyly, Thomas Nashe, Robert Greene und andere, gegen diese Druckschriften mit ähnlich satirischen Mitteln anzuschreiben. Sie schufen verschiedene antipuritanische, sogenannte Anti-Martinist Stücke und Darbietungen wie Pappe with an Hatchet, An Almond for a Parral. Unter dem Pseudonym „Pasquil“ wird Nashe vermutet, was von Ronald B. McKerrow, dem Herausgeber seines Gesamtwerkes, entschieden in Zweifel gezogen wird, unter anderem deshalb, weil sich Pasquil als einer ausweist, der als Jugendlicher Aufnahme im Haushalt John Jewels, des Bischofs von Salisbury gefunden haben will. John Jewel starb aber bereits 1571, als Nashe vier Jahre alt war. Sicher aus seiner Feder stammt nur An Almond for a Parrat (1590).
Die exakte Identität von Martin Marprelate ist nie geklärt worden; am meisten verdächtigt wurden der zunächst nach Schottland geflüchtete, 1592 heimlich zurückgekehrte John Penry und Job Throckmorton. Sie sollen die Hauptautoren der puritanischen Pamphlete gewesen zu sein. Penry und drei andere Personen wurden im Zusammenhang der Marprelate-Kontroverse 1593 hingerichtet und mehrere Verdächtige gefoltert, um Aussagen zu erpressen. Der Martin Marprelate Skandal war in jener Zeit einer der augenfälligsten Rebellionen gegen die Kirche von England und gegen repressive Tendenzen im Elisabethanischen England.
1592 schrieb Nashe das Vorwort zu Thomas Newmans unautorisierter Herausgabe von Sir Philip Sidneys Astrophel and Stella (1591). Obwohl Nashe darin eine aufwendige Widmung an Sidneys Schwester Frances, Gräfin von Pembroke und Tochter Francis Walsinghams, veröffentlicht hatte, wurde das Buch zurückgezogen und im selben Jahr ohne Nashes Vorwort erneut herausgebracht.
Seine Freundschaft zu Robert Greene verwickelte Nashe in eine weitere Kontroverse, die sog. Harvey Kontroverse. Nashe beteiligte sich an diesem literarischen Streit, der mit dem Dichter Gabriel Harvey (1545–1630) und seinem Bruder Richard Harvey geführt wurde. Richard Harvey hatte Nashes Vorwort zu Greenes Menaphon scharf kritisiert, was ihm Nashe in seiner Schrift Pierce Penniless, His Supplication to the Devil (1592) heimzahlte, mit der er in London sehr populär wurde. Dieses Werk, eine Prosa-Satire, war teilweise ein Angriff auf die Brüder Harvey sowie auf Nashes Gegner in der Marprelate-Kontroverse und protestierte zugleich gegen die öffentliche Vernachlässigung talentierter Dichterkollegen. Harvey verfasste daraufhin 1593 in seinen Four Letters eine unangenehme Darstellung von Robert Greenes letzten Tagen, auf die Nashe 1593 mit seiner Schrift Four Letters Confuted (auch bekannt unter Strange News of the Intercepting of Certain Letters) reagierte, um das Ansehen seines Freundes Greene zu verteidigen.
Nashe hatte in seinem Vorwort zu Christ’s Tears Over Jerusalem 1593 den Versuch unternommen, sich zu entschuldigen. Mit seinem Prosa-Stück warnte er die Londoner davor, dass sie unter dem „Schicksal von Jerusalem“ zu leiden hätten, wenn sie keine Reformen auf den Weg brächten. Das religiöse Pamphlet brachte ihn ins Gefängnis von Newgate, das er erst durch die Unterstützung von Sir George Carey wieder verlassen konnte. Das folgende Erscheinen von Pierce’s Supererogation, or a New Prayse of the Old Asse  verletzte Thomas Nashe erneut. Darin attackierte Gabriel Harvey erneut Nashes Pierce Penniless (1593), das Nashe mit dem Pamphlet Have with You to Saffron Walden (1596) heftig konterkarierte, mit einer vermutlich hämischen Widmung an Richard Lichfield, einem Barbier aus Cambridge. Saffron-Walden war die Heimat (?) von Gabriel Harvey. Harvey veröffentlichte keine Gegenschrift, aber Lichfield antwortete mit einer Abhandlung The Trimming of Thomas Nash (1597), einem Pamphlet, das ein grobes, holzschnittartiges Porträt von Nashe als einem verrufenen „Knastbruder“ in Fesseln beinhaltete. Dieser literarische „Krieg“ wurde 1599 beendet, als der Erzbischof von Canterbury John Whitgift und Bischof Bancroft dekretierten, dass „all Nashes bookes and Doctor Harveyes bookes be taken wheresoever they maye be found and that none of theire bookes bee ever printed hereafter.“
Parallel zu diesem anhaltenden literarischen Disput schrieb Nashe seine berühmteren Werke. Während er mit dem Erzbischof von Canterbury John Whitgift in dessen Landsitz in Croydon weilte, schrieb er Summer's Last Will and Testament. Nachdem 1597 das Theaterstück The Isle of Dogs (welches er zusammen mit Ben Jonson geschrieben hatte), sofort unterdrückt wurde (und heute als verschollen gilt), wurde Jonson verhaftet, während Nashe auf das Land fliehen konnte. Er blieb einige Zeit in Great Yarmouth, bevor er nach zwei Jahren nach London zurückkehrte. Später entschuldigte er sich für das Stück („an imperfit Embrion of my idle houres“). Man geht davon aus, dass Nashe 1599 noch lebte, als sein letztes bekanntes Werk, Nashes Lenten Stuffe, veröffentlicht wurde; jedoch war er 1601 vermutlich schon gestorben, als er in einem lateinischen Vers in Affaniae von Charles Fitzjeoffrey ehrenvoll erwähnt wurde.
Nashes bekanntestes Werk, die Novelle The Unfortunate Traveller, or The Life of Jack Wilton (1594), wird heute als die erste, ursprünglich aus Spanien stammende Variante des Abenteuerromans, ein Schelmenroman in Englisch, angesehen. Unter Nashes anderen wichtigen Werken sind Summers Last Will and Testament (1600), ein Maskenspiel, The Terrors of the Night, ein Angriff auf die Dämonenlehre, und Lenten Stuff (1599) zu nennen. Auch das erotische Gedicht The Choice of Valentines wird Thomas Nashe zugeschrieben und sein Name erscheint auf der Titelseite von Christopher Marlowes Dido, Queen of Carthage, obwohl nicht klar ist, welchen Beitrag Nashe hierbei geleistet hat. Einige im 18. Jahrhundert noch erhalten gewesene, inzwischen verschollene Ausgaben enthielten erinnernde Verse an Marlowe. – Zeitpunkt und Ort seines Todes sind nicht bekannt.

## Chronologie der Werk
- The Anatomy of Absurdity, 1589
- Preface to Greene’s Menaphon, 1589
- An Almond for a Parrot, 1590
- Preface to Sir Philip Sidney’s Astrophel and Stella, 1591
- Pierce Penniless, 1592
- Summers Last Will and Testament, 1592 (gespielt 1592, veröffentlicht 1600)
- Strange News, 1592
- Christ’s Tears over Jerusalem, 1593
- Terrors of the Night, 1594
- The Unfortunate Traveller, 1594 (deutsch: Der glücklose Reisende oder Das Leben des Jack Wilton. Ein elisabethanischer Schelmenroman, 1986, ISBN 3-351-00228-9)
- Have with You to Saffron-Walden, 1596
- Isle of Dogs, 1597 (verschollen)
- Nashe’s Lenten Stuff, 1599

## Textausgaben
- R. B. McKerrow (Hrsg.): The Works of Thomas Nashe. 5 Bände. 1904–1910. Reprint: Basil Blackwell, Oxford 1958